# 明星観光バス
明星観光バス株式会社（みょうじょうかんこうバス）は、京都府京都市に本社を置き、貸切バスなどの運行を行う、日の丸自動車興業グループの企業である。一般貸切バスのほか、2階建てオープントップバスを用いた定期観光バス「スカイバス京都」、観光路線バス「スカイホップバス京都」の運行を担当する。

## 沿革
- 1962年（昭和37年）：京都市左京区一乗寺において、明星自動車株式会社の観光バス事業部として貸切バス事業を開始
- 2015年（平成27年）：日の丸自動車興業のグループ会社として新設した明星観光バス株式会社に貸切バス事業を移し[注釈 1]、京都市山科区に移転
- 2018年（平成30年）：大阪営業所を開設

## 貸切バス
大型車、中型車によって運行されている。京都府域や関西地区の修学旅行団体などが主な顧客のため、大型車両は定員重視の車両が多い。
京都市山科区に本社を、大阪府八尾市に大阪営業所を置く。事業区域は京都府・大阪府・滋賀県大津市。ただし外国人旅行者に限り近畿2府4県、福井県、三重県にて、リフト車は近畿2府4県にて対応可能。

## スカイバス京都

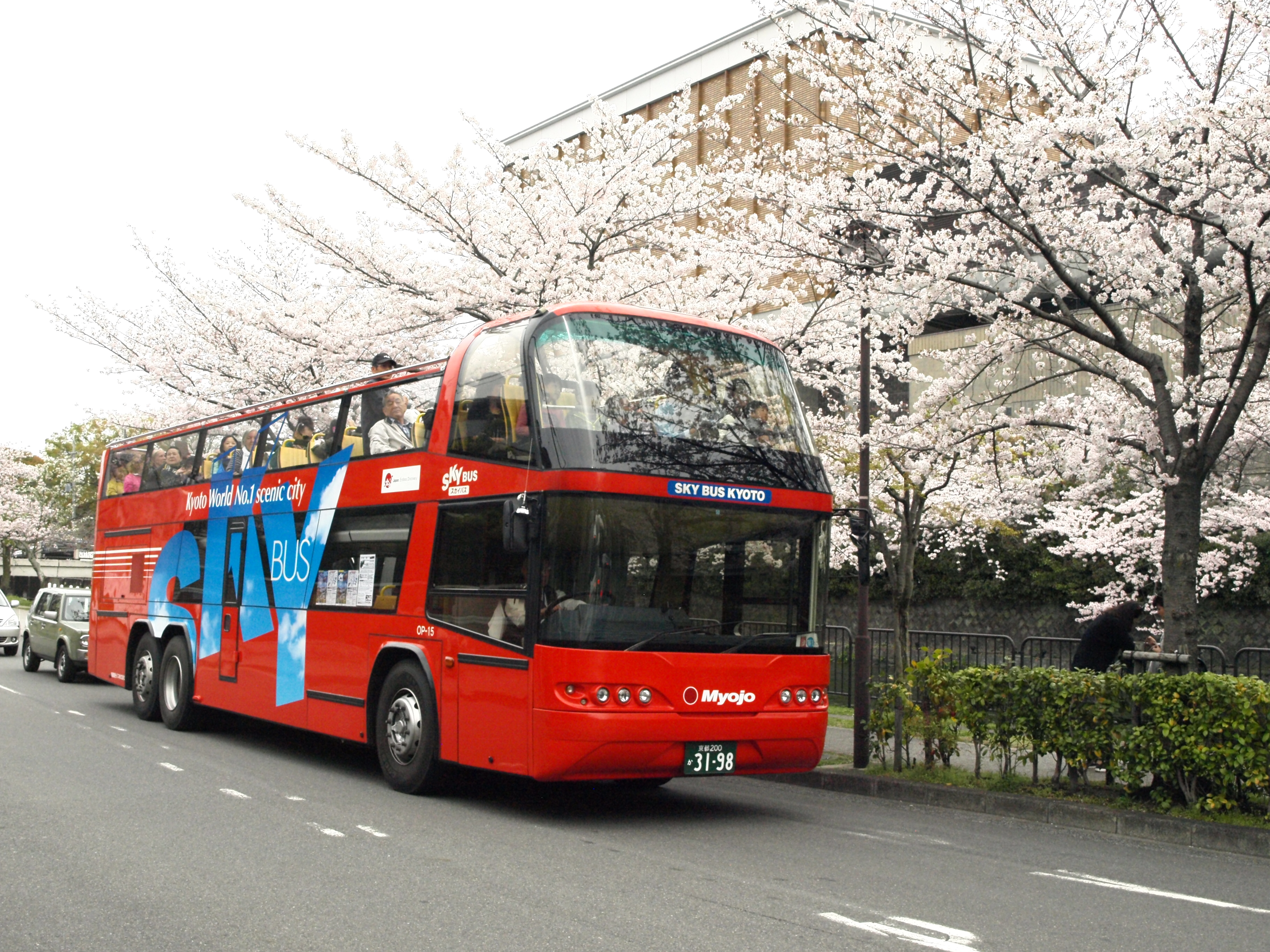
琵琶湖疏水の流れにかかる桜の下を走るスカイバス

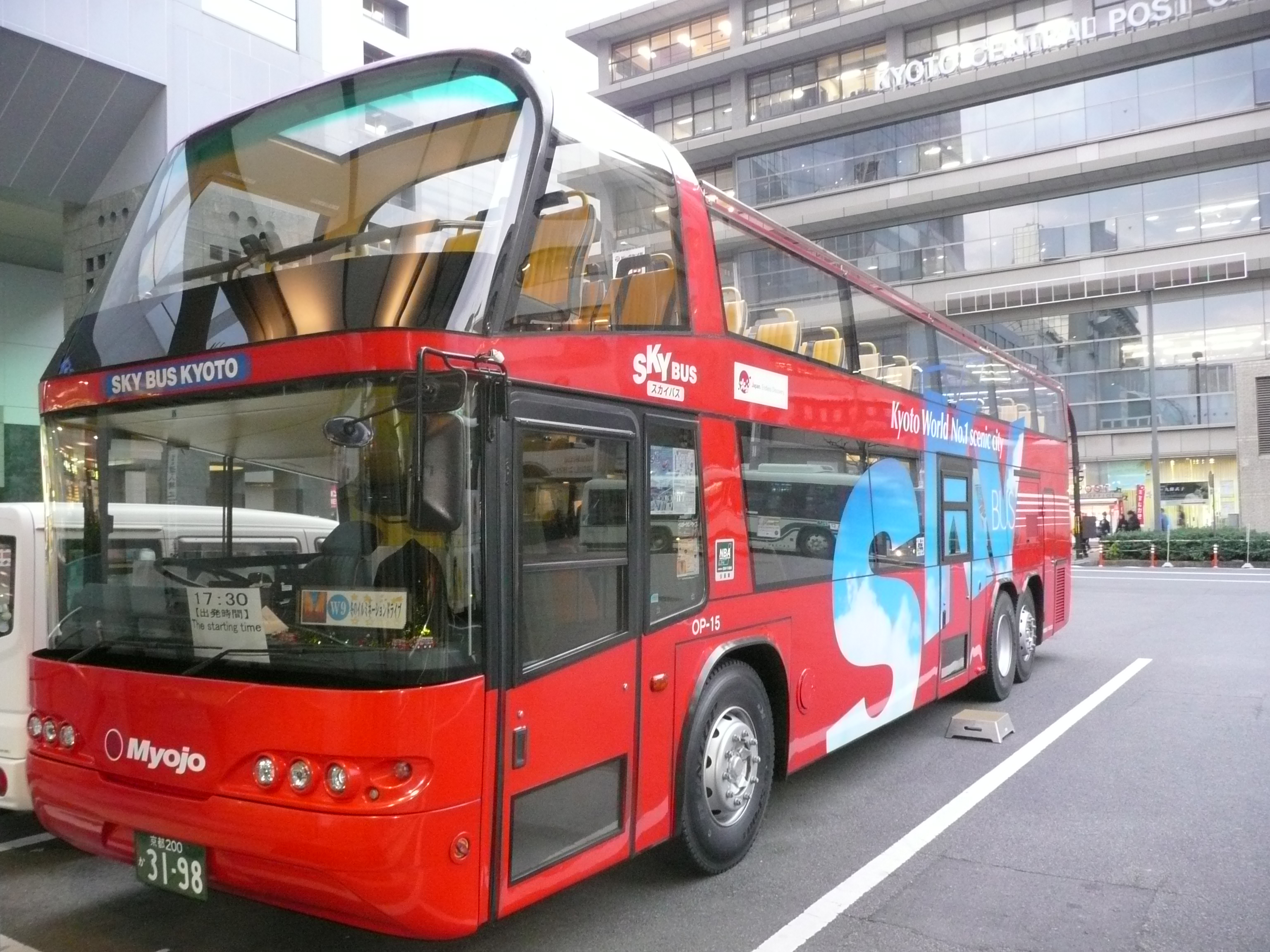
京都駅烏丸口のりばのスカイバス

「スカイバス京都」は、京都市内にて運行される2階建てオープントップバス「スカイバス」を用いた定期観光バスである。京都定期観光バスのコースの一つとして設定されており、予約・販売を京阪バスが、運行を明星観光バスが担当する。
日の丸自動車興業により東京で運行されている「スカイバス」が初めて京都で運行されたのは2007年から2008年にかけてのことで、この時は日の丸自動車興業から京阪バスへの貸し出しによる運行であった。2015年10月にスカイバス京都を京都定期観光バスとして運行開始した時より明星観光バスの担当となった。この運行により、明星観光バスは乗合バス（路線バス）事業にも参入した。
京都駅烏丸口の定期観光バスのりばを発着地とする。定期コース「ぐるっと一周ドライブ」（途中下車なしの車窓観光）のほか、下車観光を設定するコースや、季節、イベントに合わせて桜花見、夕涼み、冬イルミネーション等の不定期運行も行われている。
貸切バス運行についても、JTBほか各旅行代理店より国内旅行として企画・発売されている。また、スカイバス車両を貸切で利用することも可能である。
アテンダント（添乗員）により観光案内や安全確認を行っている。アテンダントによる観光案内は日本語のみであるが、英語・中国語・韓国語による案内が可能な「マルチランゲージガイダンスシステム」端末が座席に装備されている。これは車内前方のディスプレイに表示される番号とともに端末を操作することで、ヘッドホンを通して各国語での音声による観光案内が受けられるものである。

## スカイホップバス京都
「スカイホップバス京都」は、観光地にバス停を設けて自由に乗降できる路線バスである。2019年4月より運行。運営は日の丸自動車興業、JTB、京阪バスにより設立されたスカイホップバスマーケティングジャパンが行う。
京都駅（烏丸口）を起終点に京都市内の観光地を巡回る2コースを運行。ガイドによる案内はないが、7か国語（日本語・英語・中国語・韓国語・スペイン語・フランス語・ドイツ語）でイヤホンガイドによる観光案内が流される。オープントップバスのほか、屋根付きで屋根部分をガラス張りとしたバスも季節や天候に応じて使用される。
乗車券は乗車当日のみ有効の当日券と、乗車開始日から連続する2日間有効の2日間券（いずれも暦日単位）がある。かつては暦日単位ではなく初回の乗車時間より1日券が24時間有効、2日券が48時間有効と設定されていた。

## 車両
貸切バスは大型、中型ともに日野・セレガ、三菱ふそう・エアロエースおよびエアロバスが主に使われている。車両デザインは日の丸自動車興業グループになってから導入された同社と共通の「ウェストコースト」（大型）・「スニーカー」（中型）および明星観光独自カラーがある。
オープントップのスカイバス車両は2025年8月現在計7台あり、うち6台が定期観光に、1台が貸切事業に充てられている。ネオプランが4台（カブリオレ2台、フルオープン2台）と、ウンヴィが2台（フルオープンとハーフオープンが1台ずつ）、および三菱ふそう・エアロキングが1台。エアロキングはかつて京阪バスが「グランパノラマ」として導入した車両で、2025年にリニューアルして復活させたものである。このほかに天窓を設けたエアロバス1台がある。